# Hogna mabwensis
Hogna mabwensis är en spindelart som beskrevs av Roewer 1959. Hogna mabwensis ingår i släktet Hogna och familjen vargspindlar.
Artens utbredningsområde är Kongo. Inga underarter finns listade i Catalogue of Life.